# 아사시나촌
아사시나촌(浅科村)은 나가노현 기타사쿠군에 설치되었던 촌이다.  
2005년 4월 1일 합병으로 사쿠시의 일부가 되었다.

## 역사
아사마산과 다테시나산 사이에 위치하고 있어 각각 한 자씩 따서 아사시나는 이름이 되었다.
- 1955년 1월 15일 - 나카쓰촌, 고로베에신덴촌, 미나미미마키촌이 합병해 성립하였다.
- 2005년 4월 1일 - 구 사쿠시 모치즈키정, 미나미사쿠군 우스이정과 합병해 새로운 사쿠시가 성립하였다. 동일 아사시나촌은 폐지되었다.